# 美作千代駅
美作千代駅（みまさかせんだいえき）は、岡山県津山市領家にある、西日本旅客鉄道（JR西日本）姫新線の駅である。
定期列車は全て停車する。なお、以前土休日等に延長運転していた津山線からの快速「ことぶき」は当駅を通過していた。

## 歴史
- 1923年（大正12年）8月21日：鉄道省作備線（現・姫新線）津山 - 美作追分間開通時に開設[1][2]。 
  - 当時の所在地表示は岡山県久米郡久米村領家であった[1][2]。
- 1929年（昭和4年）4月14日：作備西線開通に伴い、作備線が作備東線に改称、当駅もその所属となる[3]。
- 1930年（昭和5年）12月11日：津山 - 新見間全通に伴い[4]、作備東線が作備線の一部となり、当駅もその所属となる[5]。
- 1936年（昭和11年）10月10日：作備線が姫新線の一部となり、当駅もその所属となる[6]。
- 1962年（昭和37年）3月1日：貨物取扱廃止[1]。
- 1984年（昭和59年）
  - 2月1日：荷物扱い廃止[1]。
  - 3月31日：無人駅化[7]。
- 1987年（昭和62年）4月1日：国鉄分割民営化に伴い、JR西日本の駅となる[1]。

## 駅構造

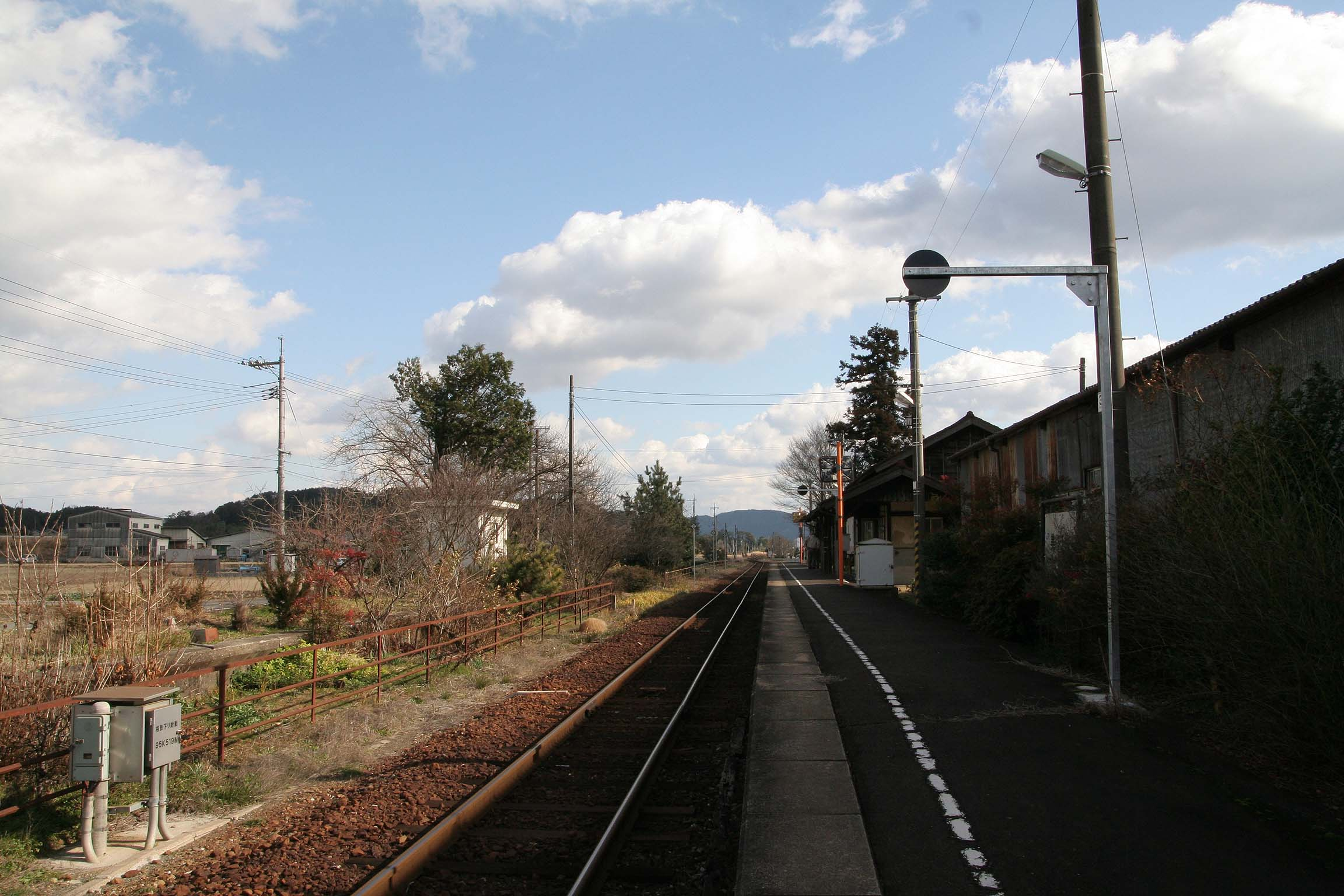
構内（2008年1月）

新見方面に向かって左側に単式ホーム1面1線を有する地上駅（停留所）。以前は相対式ホーム2面2線であったが、片側の線路は撤去された。
津山駅管理の無人駅。木造瓦葺駅舎を備える。駅前の郵便ポストは以前は通常のものであったが、意図的に、円筒状のものに交換されている。自動券売機等の設置は無い。

## 利用状況
近年の1日平均乗車人員の推移は以下の通り。
| 乗車人員推移       | 乗車人員推移 |
| 年度               | 1日平均 人数 |
| ------------------ | ------------ |
| 1999年（平成11年） | 112          |
| 2000年（平成12年） | 114          |
| 2001年（平成13年） | 107          |
| 2002年（平成14年） | 97           |
| 2003年（平成15年） | 92           |
| 2004年（平成16年） | 82           |
| 2005年（平成17年） | 86           |
| 2006年（平成18年） | 73           |
| 2007年（平成19年） | 70           |
| 2008年（平成20年） | 53           |
| 2009年（平成21年） | 61           |
| 2010年（平成22年） | 61           |
| 2011年（平成23年） | 61           |
| 2012年（平成24年） | 50           |
| 2013年（平成25年） | 52           |
| 2014年（平成26年） | 50           |
| 2015年（平成27年） | 49           |
| 2016年（平成28年） | 42           |
| 2017年（平成29年） | 36           |
| 2018年（平成30年） | 34           |
| 2019年（令和元年） | 37           |
| 2020年（令和02年） | 36           |
| 2021年（令和03年） | 40           |

## 駅周辺
- 津山市役所久米支所
- 久米郵便局
- 津山市立久米中学校
- 道の駅久米の里
- 中国自動車道 久米バスストップ
- 国道181号
- 岡山県道205号美作千代停車場線

## 隣の駅
西日本旅客鉄道（JR西日本）
 姫新線
■快速
津山駅 - 美作千代駅 - 坪井駅
■普通
院庄駅 - 美作千代駅 - 坪井駅